# الفنون (مجلة)
الفنون هي مجلة باللغة العربية أسسها نسيب عريضة في مدينة نيويورك عام 1913 وشارك في تحريرها ميخائيل نعيمة، "حتى يتمكن من عرض معرفته بالأدب العالمي". وكما قال سهيل بشروئي، كانت هذه "المحاولة الأولى لإنشاء مجلة أدبية وفنية حصرية من قبل مجتمع المهاجرين العرب في نيويورك". وساهم خليل جبران في النشر بالمجلة.
ووفقا للمؤرخ هاني البواردي فإن "مجلة الفنون لا تزال تعتبر من أكثر المجلات تأثيرا في تاريخ الأدب العربي على الرغم من متاعبها المالية المستمرة خلال عمرها القصير."